# 2022年重庆武隆食堂坍塌事故
2022年重庆武隆食堂坍塌事故，也称1·7重庆食堂坍塌事故。是2022年1月7日12时10分在中国重庆市武隆区凤山街道食堂，发生的燃气爆炸事故，爆炸引发食堂坍塌。16人死亡、10人受伤。